# ITTF World Tour 2019
Die ITTF World Tour fand 2019 in ihrer 24. Austragung statt. Sie begann am 17. Januar mit den Hungarian Open in Budapest und endete am 15. Dezember mit den Grand Finals in Zhengzhou.

## Modus
Die teilnehmenden Spieler konnten in 12 verschiedenen Qualifikationsturnieren spielen, die in zwei Kategorien – World Tour und World Tour Platinum – eingeteilt waren. In jedem Turnier gab es für Männer und Frauen je einen Einzel- und Doppelwettbewerb sowie einen für gemischte Doppel. Je nach Kategorie und erreichter Platzierung wurden Punkte verteilt, wobei die Spieler mit den meisten Punkten sich für die Grand Finals qualifizierten. Ein Platz war für einen Spieler bzw. ein Doppel des Gastgeberlandes der Grand Finals reserviert, falls jemand vorhanden ist, der die Teilnahmekriterien erfüllt.
Davon unabhängig fanden zusätzlich sechs Turniere der Challenge Plus Series und acht Turniere der Challenge Series statt.
| Punkte- verteilung | World Tour Platinum (6×) | World Tour Platinum (6×) | World Tour (6×) | World Tour (6×) |
| Punkte- verteilung | Einzel                   | Doppel/ Mixed            | Einzel          | Doppel/ Mixed   |
| Platz 1            | 500                      | 300                      | 250             | 200             |
| Platz 2            | 300                      | 150                      | 125             | 100             |
| Halbfinale         | 200                      | 75                       | 63              | 50              |
| Viertelfinale      | 100                      | 38                       | 31              | 25              |
| Achtelfinale       | 50                       | 19                       | 16              | 13              |
| letzte 32          | 25                       | –                        | 8               | –               |

## Turniere
Sechs Turniere finden in Asien statt (inkl. Grand Finals), sechs in Europa und eines in Ozeanien.
| World Tour Platinum | World Tour | Grand Finals |

| Nr. | Turnier         | Ort            | Datum         | Gewinner Männer   | Gewinner Männer             | Gewinnerinnen Frauen | Gewinnerinnen Frauen       | Gewinner Mixed                | Preis- geld |
| Nr. | Turnier         | Ort            | Datum         | Einzel            | Doppel                      | Einzel               | Doppel                     | Gewinner Mixed                | Preis- geld |
| --- | --------------- | -------------- | ------------- | ----------------- | --------------------------- | -------------------- | -------------------------- | ----------------------------- | ----------- |
| 1   | Hungarian Open  | Budapest       | 15.1.–20.1.   | Lin Gaoyuan       | Liang Jingkun Xu Xin        | Chen Meng            | Wang Manyu Zhu Yuling      | Xu Xin Liu Shiwen             | $ 170.000   |
| 2   | Qatar Open      | Doha           | 26.3.–31.3.   | Ma Long           | Ho Kwan Kit Wong Chun Ting  | Wang Manyu           | Sun Yingsha Wang Manyu     | Xu Xin Liu Shiwen             | $ 300.000   |
| 3   | China Open      | Shenzhen       | 28.5.–2.6.    | Ma Long           | Timo Boll Patrick Franziska | Chen Meng            | Gu Yuting Liu Shiwen       | Lin Yun-Ju Cheng I-Ching      | $ 400.000   |
| 4   | Hong Kong Open  | Hongkong       | 4.6.–9.6.     | Lin Gaoyuan       | Liang Jingkun Lin Gaoyuan   | Wang Yidi            | Chen Ke Mu Zi              | Lin Yun-Ju Cheng I-Ching      | $ 175.000   |
| 5   | Japan Open      | Sapporo        | 12.6.–16.6.   | Xu Xin            | Fan Zhendong Xu Xin         | Sun Yingsha          | Chen Meng Liu Shiwen       | Xu Xin Zhu Yuling             | $ 270.000   |
| 6   | Korea Open      | Busan          | 2.7.–7.7.     | Xu Xin            | Fan Zhendong Xu Xin         | Chen Meng            | Chen Meng Wang Manyu       | Wong Chun Ting Doo Hoi Kem    | $ 150.000   |
| 7   | Australian Open | Geelong        | 9.7.–14.7.    | Xu Xin            | Jung Young-sik Lee Sang-su  | Sun Yingsha          | Chen Meng Wang Manyu       | Wong Chun Ting Doo Hoi Kem    | $ 332.000   |
| 8   | Bulgaria Open   | Panagjurischte | 13.8.–18.8.   | Tomokazu Harimoto | Jung Young-sik Lee Sang-su  | Chen Xingtong        | Gu Yuting Mu Zi            | Jun Mizutani Mima Itō         | $ 190.000   |
| 9   | Czech Open      | Olmütz         | 20.8.–25.8.   | Lin Yun-Ju        | Cho Dae-seong Lee Sang-su   | Chen Xingtong        | Gu Yuting Mu Zi            | Cho Dae-seong Shin Yubin      | $ 190.000   |
| 10  | Swedish Open    | Stockholm      | 1.10.–6.10.   | Wang Chuqin       | Fan Zhendong Xu Xin         | Chen Meng            | Chen Meng Ding Ning        | Xu Xin Liu Shiwen             | $ 170.000   |
| 11  | German Open     | Bremen         | 8.10.–13.10.  | Fan Zhendong      | Liang Jingkun Xu Xin        | Sun Yingsha          | Jeon Jihee Yang Ha-eun     | Xu Xin Sun Yingsha            | $ 270.000   |
| 12  | Austrian Open   | Linz           | 12.11.–17.11. | Fan Zhendong      | Liang Jingkun Lin Gaoyuan   | Mima Itō             | Miyuu Kihara Miyu Nagasaki | Tomokazu Harimoto Hina Hayata | $ 260.000   |
| 13  | Grand Finals    | Zhengzhou      | 12.12.–15.12. | Fan Zhendong      | Fan Zhendong Xu Xin         | Chen Meng            | Miyuu Kihara Miyu Nagasaki | Xu Xin Liu Shiwen             | $ 1.001.000 |

## Challenge Series
Vier Turniere fanden in Asien statt, sieben in Europa, zwei in Amerika und eines in Afrika.
| Challenge Plus | Challenge |

| Nr. | Ort          | Datum         | Gewinner Männer   | Gewinner Männer                         | Gewinner Männer      | Gewinnerinnen Frauen | Gewinnerinnen Frauen              | Gewinnerinnen Frauen | Gewinner Mixed                  | Preis- geld |
| Nr. | Ort          | Datum         | Einzel            | Doppel                                  | U-21                 | Einzel               | Doppel                            | U-21                 | Gewinner Mixed                  | Preis- geld |
| --- | ------------ | ------------- | ----------------- | --------------------------------------- | -------------------- | -------------------- | --------------------------------- | -------------------- | ------------------------------- | ----------- |
| 1   | Lissabon     | 13.2.–17.2.   | Liang Jingkun     | Cao Wei Xu Yingbin                      | Shunsuke Togami      | Hina Hayata          | Fan Siqi Yang Huijing             | Fan Siqi             | Lin Gaoyuan Liu Shiwen          | $ 60.000    |
| 2   | Maskat       | 20.3.–24.3.   | Lin Yun-Ju        | Liao Chen-Ting Lin Yun-Ju               | Wladimir Sidorenko   | Hina Hayata          | Satsuki Odo Saki Shibata          | Satsuki Odo          | Lin Yun-Ju Cheng I-Ching        | $ 65.000    |
| 3   | Guadalajara  | 20.3.–24.3.   | Zhai Yujia        | Kilian Ort Dang Qiu                     | Horacio Cifuentes    | Miyu Katō            | Stephanie Loeuilette Yuan Jia Nan | Adriana Díaz         | –                               | $ 30.000    |
| 4   | Belgrad      | 1.5.–5.5.     | Paul Drinkhall    | Diogo Carvalho João Geraldo             | Leo de Nordrest      | Hina Hayata          | Ng Wing Nam Minnie Soo Wai Yam    | Maria Malanina       | –                               | $ 30.000    |
| 5   | Otočec       | 8.5.–12.5.    | Wei Shihao        | Eric Jouti Gustavo Tsuboi               | Feng Yi-Hsin         | Georgina Póta        | Miyuu Kihara Miyu Nagasaki        | Miyu Nagasaki        | –                               | $ 30.000    |
| 6   | Zagreb       | 14.5.–18.5.   | Anton Källberg    | Shunsuke Togami Yukiya Uda              | Yukiya Uda           | Miyuu Kihara         | Miyuu Kihara Miyu Nagasaki        | Sun Jiayi            | –                               | $ 30.000    |
| 7   | Bangkok      | 22.5.–26.5.   | Ruwen Filus       | Ruwen Filus Steffen Mengel              | Li Hsin-Yu           | Hitomi Satō          | Satsuki Odo Saki Shibata          | Yuka Umemura         | –                               | $ 30.000    |
| 8   | Pjöngjang    | 24.7.–28.7.   | An Ji Song        | Ham Yu-song Ri Kwang Myong              | Feng Yi-Hsin         | Kim Song-i           | Cha Hyo Sim Kim Nam Hae           | Pyon Song Gyong      | Ham Yu-song Cha Hyo Sim         | $ 60.000    |
| 9   | Lagos        | 7.8.–11.8.    | Quadri Aruna      | Cedric Nuytinck Quentin Robinot         | Cristian Pletea      | Polina Michailowa    | Polina Michailowa Jana Noskowa    | Andreea Dragoman     | Kilian Ort Yuan Wan             | $ 60.000    |
| 10  | Asunción     | 10.9.–14.9.   | Masataka Morizono | Masataka Morizono Ľubomír Pištej        | Horacio Cifuentes    | Hina Hayata          | Honoka Hashimoto Maki Shiomi      | Maki Shiomi          | Brian Afanador Adriana Díaz     | $ 60.000    |
| 11  | Władysławowo | 16.10.–20.10. | Xu Yingbin        | Gaston Alto Horacio Cifuentes           | Xiang Peng           | He Zhuojia           | Honoka Hashimoto Maki Shiomi      | Kuai Man             | –                               | $ 30.000    |
| 12  | Minsk        | 30.10.–3.11.  | Emmanuel Lebesson | Xu Haidong Zhao Zhaoyan                 | Sai Linwei           | Hina Hayata          | Satsuki Odo Saki Shibata          | Shi Xunyao           | –                               | $ 30.000    |
| 13  | Yogyakarta   | 13.11.–17.11. | Harmeet Desai     | Ibrahima Diaw Padasak Tanviriyavechakul | Yuma Tanigaki        | Shao Jieni           | Luo Xue Shao Jieni                | Moe Nomura           | –                               | $ 30.000    |
| 14  | Markham      | 4.12.–8.12.   | Xiang Peng        | Cao Wei Xu Yingbin                      | Manav Vikash Thakkar | Kasumi Ishikawa      | Honoka Hashimoto Hitomi Satō      | Wang Xiaotong        | Ľubomír Pištej Barbora Balážová | $ 75.000    |